# Rajkovac (gmina miejska Mladenovac)
Rajkovac (cyr. Рајковац) – wieś w Serbii, w mieście Belgrad, w gminie miejskiej Mladenovac. W 2011 roku liczyła 1932 mieszkańców.